# Newbern (Tennessee)
Pour les articles homonymes, voir Newbern.
Newbern est une municipalité américaine située dans le comté de Dyer au Tennessee.
Selon le recensement de 2010, Newbern compte 3 313 habitants. La municipalité s'étend sur 4,88 milles carrés (12,64 km2), exclusivement des terres.
Owen Philyou, originaire de New Bern en Caroline du Nord, construit la première maison de la ville en 1850. L'incorporation de la ville est approuvée en 1857 par la Chambre des représentants du Tennessee, qui lui accorde sa charte municipale l'année suivante.